# Pulp Friction
Pulp Friction es el 104to episodio de la serie estadounidense de televisión Gilmore Girls.

## Resumen del episodio
Ahora que Luke y Lorelai están reconciliados, ella puede ir al restaurante; y además, ambos planean una cita para celebrar que han vuelto. Mientras Rory hace unas compras con Lorelai, ve a Logan con una chica en un café; Lorelai le pregunta qué sucede, pero Rory le responde que el acuerdo con Logan es que pueden salir también con otras personas. De esta manera, Rory invita al amigo de Logan, Robert, a una fiesta, sin embargo, cuando Logan los ve, se pone muy celoso y le pide a Rory para abandonar la fiesta e irse juntos, algo que ella no está dispuesta a hacer. En tanto, como Kirk desea ya tener cierto grado de independencia, se va de su casa y busca un lugar dónde dormir; Michel participa en un concurso donde debe adivinarse el precio y gana una casa rodante, lo que le da problemas con Lorelai, y peor aun cuando Kirk se queda a dormir en ella. Finalmente, Emily y Richard se sorprenden de que Lorelai siga sin asistir los viernes a cenar, así que Emily acude a hablar nuevamente con Luke. Cuando ésta le reclama a Luke que no ha seguido sus instrucciones al pie de la letra, Luke llama a Lorelai y ella aparece en el restaurante, para decirle a su madre que no se meta más en su vida sentimental.

## Curiosidades
- Mientras Kirk recoge los lazos, encuentra una pareja en la que la mujer tiene uno blanco. ¿No eran los lazos solamente azules y rosas?
- Luke se va a dormir y deja la llave a Kirk para que cierre (pues él no quería irse aún), pero ¿por qué no puso dio la vuelta al cartel de la puerta del restaurant para que se lea "cerrado" (close) o no lo hizo incluso antes, cuando solo ya quedaba Kirk?, siendo que en todos los capítulos el cartelito se muestra correctamente de acuerdo a la situación y hora.

- Datos: Q6092710